# NGC 498
NGC 498 è una galassia lenticolare situata nella costellazione dei Pesci a una distanza di circa 260 milioni di anni luce dal Sistema solare.
Fu scoperta il 23 ottobre 1856 da R. J. Mitchell.
NGC 498 è membro di un gruppo di galassie comprendente anche NGC 507 che a sua volta fa parte del Superammasso di Perseo-Pesci.